# Coprinellus subimpatiens
Coprinellus subimpatiens es una especie de hongo en la familia Psathyrellaceae. Fue descrito por primera vez en 1952 como Coprinus subimpatiens por los micólogos M. Lange y Alexander H. Smith, y posteriormente fue transferido al género Coprinellus in 2001.